# Cornelis Provily
Cornelis Provily, ook wel Kornelis Provilij (Giessendam, 3 juni 1844- Purmerend, 19 oktober 1918) was een Nederlands organist.
Hij was zoon van huisbewaarder Arie Provilij en Cornelia Broekman. 
Hij was als onderwijzer getrouwd met Maria Heijn. Zoon Arie Cornelis Provily had jarenlang grote invloed op het muziekleven in de Zaanstreek en Waterland. Kleinzoon Jan Provily was tussen 1947 en 1965 burgemeester van Krommenie.
Hij kreeg zijn muziekopleiding op orgel en piano van organist Eilander in Ede. In 1862 trok hij naar Oostzaan om er organist en muziekonderwijzer te worden. In 1878 ging hij terug, nu om muziekonderwijzer te worden in Hardinxveld (Boven), maar bleef er maar kort. Een jaar later stond hij voor de klas in Purmerend en het jaar daarop zat hij voor het orgel van de hervormde kerk in Beemster. Hij zou er 37,5 jaar organist zijn, deel van in totaal 56,5 jaar organist. Van daaruit gaf hij orgelconcerten in de omgeving, met af en toe een uitstap naar zijn geboortedorp. En passant componeerde hij een aantal zangstukken en cantates meest voor zangkoren, die hij dan begeleidde.